# Сандра Браун
Сандра Браун (на английски: Sandra Brown) е американска писателка на бестселъри в жанра любовни романи и романтични трилъри.

## Биография и творчество
Сандра Браун е родена на 12 март 1948 г. в Уако, Тексас, САЩ. Израства във Форт Уърт и е най-голямата от петте дъщери. Като малка предпочита да прочете някоя книга, особено историите с много любовна страст, вместо да играе с кукли, или да отговаря за по-малките си сестри.
Учи в Тексаския християнски университет във Форт Уърт със специалност английски език, но напуска колежа, за да се ожени на 17 август 1968 г. за съпруга си Робърт Майкъл Браун, видеопродуцент, получил награда за документалния филм „Dust to Dust“. Има доста бърза кариера като модел, но се отказва и започва работа в телевизия „KL“ в Тайлър като синоптик. После се връща във Форт Уърт в телевизия „WFAA“ на списание „РМ“ като говорител, но при проведени масови съкрашения е освободена. Със съпруга си имат две деца – Рейчъл и Райън. Докато са малки, тя продължава с временните изяви на модния подиум в Далас. Когато те тръгват на училище нейният съпруг я насърчава да осъществи мечтата си и да започне да пише, макар времената да са трудни за семейството, тъй като той току-що е напуснал работата си в телевизията и основава своя продуцентска компания.
Сандра Браун в рамките на 1 година (през 1981 г.) продава първия си роман „Love's Encore“ под псевдонима Рейчъл Райън (Rachel Ryan), взет от първите имена на 2-те ѝ деца. Скоро след това пише и издава поредица от книги при 6 различни издатели, черпейки идеи от страниците на „USA Today“, телевизионните предавания, и от собственото си богато въображение. Пише 2 книги под псевдонима Лаура Джордан (Laura Jordan) и няколко за „Harlequin“ под псевдонима Ерин Сейнт Клеър (Erin St. Claire) в жанра на любовните романи. Скоро обаче се отказва от по-леките истории и започва да пише по-стойностни творби, макар и в същия жанр.
Неуморима в преследване на призванието си Сандра Браун пише десетки самостоятелни романи или кратки серии. След като постига значителен успех през 80-те години, през 90-те тя намалява темпото и започва да търси значителна прецизност в произведенията си. Така почти всеки неин роман става бестселър.
С всеки следващ успех, изразяващ се в милиони продадени екземпляри и набъбваща банкова сметка, писателката печели и признанието на критиците, които я увенчават с наградите „Уелдънбукс“ и „Далтън“. Наградена е с отличителния знак на успеха на „American Business Women's Association“, с наградата за изключителни литературни постижения и наградата „Ей Си Грийн“.
През 2007 г. получава Тексаския медал за изкуство за литература и наградата на постижения в жанра на „Romance Writers of America“. През 2008 г. получава наградата „Майстор на трилъра“ от Международната организация на писателите на трилъри.
Тя е носител на почетната степен „доктор хонорис кауза“ на Тексаския християнски университет. Тя и съпругът и са учредители на годишната награда „ELF“, която се дава на студент желаещ собствена писателска кариера.
През 2010 – 2011 г., заедно с още 25 автори (Джефри Дивър, Матю Пърл, Питър Джеймс, и др., с предговор от Дейвид Балдачи) участва в уникален литературен експеримент и заедно създават романа „Няма покой за мъртвите“ („No Rest For the Dead“).
Нейният роман „French Silk“ е филмиран през 1994 г. за телевизия „ABC“ с участието на звездите Сюзън Лучи, Шери Белафонте и Лий Хорсли.
През 2007 г. тя участва в създаването на сериала „Murder By The Book“ (Убийство по учебник) за TV „Court“, за убийството на Бети Гор в Уайли, Тексас, на 13 юни 1980 г.
През 2010 г. по рамана и „Димна завеса“ (Smoke Screen) е направен едноименен телевизионен филм на ТВ „LMN“ с участието на Джейми Пресли и Къри Греъм, а през 2011 г. по романа „Рикошет“ друг ТВ филм с участието на Джули Бенц, Джон Корбет и Гари Коул.
Сандра Браун е рекордьорка сред пишещото братство в САЩ. С „Горещи страсти в рая“, „Огледален образ“, „С дъх на скандал“, „Рикошет“, „Френска коприна“, и много други, Сандра Браун покорява класациите и застава начело, задминавайки Стивън Кинг и Даниел Стийл.
Има 56 бестселъра в класацията на „Ню Йорк Таймс“, издала е над 70 романа, преведена е на 34 езика и е продала над 80 милиона екземпляра по света. Тя е и единствената, която е имала по едно и също време три бестселъра в класацията.
През 2012 г. Сандра Браун е президент на „Mystery Writers of America“.
Тя живее със съпруга си в Арлингтън, Тексас.

## Произведения

### Като Рейчъл Райън

#### Самостоятелни романи
- Кажи, че ме обичаш, Love's Encore (1981)
- Безразсъдна любов, Love Beyond Reason (1981)
- Нежна тишина, Eloquent Silence (1982)
- Да догониш мечтата, A Treasure Worth Seeking (1982)
- Час пик, Prime Time (1983)

### Като Лаура Джордан

#### Самостоятелни романи
- Скрити огньове, Hidden Fires (исторически романс) (1982)
- Копринената паяжина, The Silken Web (1982)

### Като Ерин Сейнт Клер

#### Самостоятелни романи
(издателство „Арлекин“, категория „Романс“)
- В името на любовта, Not Even for Love (1982)
- Дръзко предложение, Seduction by Design (1983)
- Скандална връзка, A Kiss Remembered (1983)
- Тайната, A Secret Splendor (1983)
- Думи от кадифе, Words of Silk (1984)
- Само спомен, Bittersweet Rain (1984)
- Принцът-тигър, Tiger Prince (1984)
- Сладък гняв, Sweet Anger (1985)
- Над всичко, Above and Beyond (1986)
- Опасно бягство, Honor Bound (1986)
- Единствен изход, Two Alone (1987)
- Тръпката на успеха, The Thrill of Victory (1989)

#### Серия „Заблудата“ (Astray & Devil)
1. Съдбовна нощ, Led Astray (1985)
2. Сделка с дявола, The Devil's Own (1987)

### Като Сандра Браун

#### Самостоятелни романи
(издателство „Bantam“, категория „Романс“)
- Безследно изчезнал, Tomorrow's Promise (1983)
- Сенки от миналото, Relentless Desire (Shadows of Yesterday) (1983)
- Цената на рая, Heaven's Price (1983)
- Труден избор, Temptations Kiss (1983)
- Пепел от рози, Tempest in Eden (1983)
- Единствено ти, In a Class by Itself (1984)
- Дете, родено в четвъртък, Thursday's Child (1985)
- Утро с Райли, Riley in the Morning (1985)
- Предизвикателството, The Rana Look (1986)
- Индиго плейс 22, 22 Indigo Place (1986)
- Опасно красив, Sunny Chandler's Return (1987)
- Да обичаш отново, Demon Rumm (1987)
- Голямата новина, Tidings of Great Joy (1988)
- Заложница на любовта, Hawk O'Toole's Hostage (1988)
- Дългото очакване, Long Time Coming (1989)
- Нежно отвличане, Temperatures Rising (1989)
- Сънувам твоите нощи, A Whole New Light (1989)

#### Серия „Закуска в леглото“ (Bed & Breakfast)
1. Закуска в леглото, Breakfast in Bed (1983)
2. Не ми изпращай цветя, Send No Flowers (1984)

#### Серия „Семейство Коулман“ (Coleman Family)
1. Защото те обичам, Sunset Embrace (1985)
2. Горещо утро (изд. Родена за любов (1994), Another Dawn (1985)

#### Серия „Сестрите Мейсън“ (Mason Sisters)
1. Фантазия, Fanta C (1987)
2. Връщане към живота, Adam's Fall (1988)

#### Серия „Тексас!“ (Texas! Tyler Family)
1. Лъки (изд. Любовна магия (1994), Texas! Lucky (1990)
2. Чейс (изд. Вечно влюбени (1994), Texas! Chase (1991)
3. Обичай ме!, Texas! Sage (1991)

#### Самостоятелни романи – романтични трилъри
- Горещи страсти в рая, Slow Heat in Heaven (1988)
- Добре пазени тайни, Best Kept Secrets (1989)
- Огледален образ, Mirror Image (1990)
- С дъх на скандал, Breath of Scandal (1991)
- Френска коприна, French Silk (1992)
- Сенки от миналото, Shadows of Yesterday (1992)
- Пламъци, Where There's Smoke (1993)
- Шарада, Charade (1994)
- Безразсъдна любов, Love beyond reason (1994)
- Свидетелката, The Witness (1995)
- Сензационно интервю, Exclusive (1996)
- Последният ден на карнавала, Fat Tuesday (1997)
- Торнадо, Unspeakable (1998)
- Алибито, The Alibi (1999)
- Бягство, Standoff (2000)
- Размяната, The Switch (2000)
- Завист, Envy (2001)
- Увлечението, The Crush (2002)
- Здравей, тъма, Hello, Darkness (2003)
- Безпощадно, White Hot (2004)
- Буря, Chill Factor (2005)
- Рикошет, Ricochet (2006)
- Сделка за милиони, Play Dirty (2007)
- Димна завеса, Smoke Screen (2008)
- Fantasia/Fantasy (2008)
- Зад кадър, Smash Cut (2009)
- Лятна буря, Rainwater (2009)
- Превратности, Tough Customer (2010)
- Няма покой за мъртвите, No Rest for the Dead (2011) – с Джеф Абът, Лори Армстронг, Дейвид Балдачи, Диана Габалдон, Томас Кук, Джефри Дивър, Фей Келерман, Андрю Гъли, Ламия Гули, Питър Джеймс, Джудит Джанс, Тес Геритсън, Реймънд Хури, Джон Лескроарт, Джеф Линдзи, Гейл Линдс, Алегзандър Маккол Смит, Филип Марголин, Майкъл Палмър, T. Джеферсън Паркър, Матю Пърл, Кати Райкс, Маркъс Сейки, Джонатан Сантлоуфър, Лайза Скоталайн, Робърт Лоурънс Стайн и Марша Тали
- Смъртоносно, Lethal (2011)
- Ниско налягане, Low Pressure (2012)
- До краен предел, Deadline (2013)
- Специална съботна нощ, Mean Streak (2014)
- Под опека, Friction (2015)
- Ужилване, Sting (2016)
- Ярост, Seeing Red (2017)